# Ceratogomphus pictus
Ceratogomphus pictus е вид водно конче от семейство Gomphidae. Видът не е застрашен от изчезване.

## Разпространение
Разпространен е в Ботсвана, Демократична република Конго, Зимбабве, Мозамбик, Намибия и Южна Африка.

## Описание
Популацията на вида е стабилна.